# 高速はこだて号
高速はこだて号（こうそくはこだてごう）は、北海道中央バス、北都交通、函館バスが共同運行する都市間バス路線。なお、当項では北海道中央バス、道南バス、北都交通がかつて運行していたオーシャンドリーム、オーロラ号（札幌函館線）についても解説する。

## 沿革

### オーロラ号（札幌函館線）
運輸省の北海道運輸局では、1984年1月、本州以南と比べてオフシーズンの長い道内貸切バスの活性化の方策として、会員制定期バス（会員制ツアーバス）の運行の充実を図る方針を明らかにしていたが、これを受けて北都交通は、傘下の北都交通トラベルによる募集型会員制バスとして、1984年3月に札幌と函館を結ぶ夜行バスの運行を開始した。北都交通では、日本近距離航空（当時）と提携し、片道は夜行バスで片道は航空機を選択できるツアーパックも設定した。
運行形態は、複数台運行の中で、交代運転士が乗務するバスと車掌が乗務するバスが混在しており、例えば3台運行の場合、運転士4名と車掌2名という組み合わせであった。交代運転士は当該便のすべての車両の予備という位置づけであり、認可上も車掌乗務となっていた。また、函館と札幌の双方に拠点があることから、途中の豊浦付近のドライブインで、上下便の乗務員が入れ替わる、つまりドライブインを中間点とした事実上の「乗務員の往復運転」体制を取るというユニークな方法をとっていた。
しかし、同年5月に北海道内の都市間輸送のツアーバスについて、乗合バスの免許秩序が乱れるとして問題視されたことから、同運輸局では同年12月に「会員制定期バスには道路運送法24条の2（貸切バスによる乗合運送の特別許可）を適用する」とした。これを受けて、本路線についても乗合運送の特別許可を申請、同月中に認可された。その後、1990年に乗合免許を正式に取得、名実ともに路線バスとなった。
専用車両の方向幕は「高速 札幌－函館」幕であり、上部には「オーロラ号」の表記が記載されていた
1986年10月31日限りで函館本線の普通夜行列車が廃止されたことから、札幌と函館を結ぶ夜行の公共交通機関としては唯一の手段となった。その後、北海道旅客鉄道（JR北海道）では、1988年より夜行快速列車「ミッドナイト」の運行を開始した。「ミッドナイト」では普通座席車だけではなく、バスでは法規上不可能な「カーペットカー」を連結するなど、オーロラ号を意識した施策を行なった。
- 1984年（昭和59年）
  - 3月1日 - 北都交通トラベルサービスで「オーロラ号」予約受付開始。会員制貸切バス（いわゆるツアーバス）。運行は北都交通、予約・発券は北都交通トラベルサービスが行った。
  - 3月18日 - オーロラ号運行開始。札幌すみれホテルと函館ホテルオーテ間を夜行便1往復運行。中山峠、洞爺湖、長万部町、森町で途中休憩。札幌すみれホテルと函館ホテルオーテで休憩と食事の優待割引を設定。
  - 7月31日 - ダイヤ改正。日本近距離航空（エアーニッポンの前身）の札幌（丘珠） - 函館線を組み合わせたビジネスパックを設定。函館駅前北都交通バスターミナル経由を設定
- 1988年（昭和63年）4月1日 - ダイヤ改正に伴い函館駅前のハーバービューホテル前発着へ変更
- 1993年（平成5年）春 - オーシャンドリーム号の運行に対抗して17時30分発の昼行便を設定[6]。
- 1997年（平成9年）10月22日 - 道央自動車道長万部IC供用開始に伴い昼行便1往復増発[7]。
- 1999年（平成11年）7月24日 - 昼行便2往復、夜行便1往復の湯の川温泉延長乗り入れ開始。啄木亭前（現 湯の川温泉北）、平成館前（現 湯の川温泉）、グランドホテル前（現 湯の川温泉東）を新設。全便発着を北都交通函館支店に変更。
- 2001年（平成13年）4月 - ハーバービューホテル前から函館駅前北都交通バスターミナル発着に経路変更
- 2002年（平成14年）2月12日 - 4月12日までの期間限定で割引キャンペーンを実施。
- 2003年（平成15年）4月21日 - 北海道中央バス・道南バスのオーシャンドリームと共同運行へ。

### オーシャンドリーム
- 1993年（平成5年）4月21日 - 北海道中央バスと道南バスによる「オーシャンドリーム」運行開始。昼行便2往復（所要時間約5時間20分）、夜行便1往復（所要時間約6時間05分）[6]。昼行便は札幌南IC - 虻田洞爺湖IC間高速道路経由。札幌側は札幌ターミナル始発、札幌駅前ターミナル終着。時計台前と北2条西3丁目で降車扱い。函館側は函館駅前バスターミナル始発。五稜郭駅前とガス会社前で降車扱い。学生割引を設定。函館駅前バスターミナルでの発券は函館バスに委託。
- 1994年（平成6年）
  - 4月1日 - 4枚綴回数乗車券を新設。
  - 12月1日 - 昼行便の地下鉄大谷地駅乗り入れ開始。
- 1997年（平成9年）10月22日 - 道央自動車道長万部IC供用開始に伴うダイヤ改正[7]。昼行便を3往復に増回[7]。長万部IC経由で運行。昼行便の所要時間を約4時間50 - 55分、夜行便の所要時間を約5時間15分に短縮[7]。
- 1998年（平成10年）
  - 1月10日 - 4月20日までの期間限定で割引キャンペーンを実施。
  - 4月21日 - 昼行便と函館行の夜行便に七飯町と桔梗を新設。
- 1999年（平成11年）
  - 7月24日 - 昼行便2往復を湯の川温泉発着に変更。啄木亭前（現 湯の川温泉北）、平成館前（現 湯の川温泉）、グランドホテル前（現 湯の川温泉東）を新設。
- 2000年（平成12年）
  - 3月29日 - 有珠山噴火に伴いう運行経路変更。札樽自動車道札幌西IC - 小樽IC、国道5号経由で運行。所要時間を約6時間50分に変更。函館行きは札幌ターミナル始発のため、迂回となる地下鉄大谷地駅乗り入れを休止。札幌行は地下鉄大谷地駅終着に変更。
  - 5月8日 - 迂回運行による慢性的な遅延により札幌行の地下鉄大谷地駅乗り入れを休止。
  - 6月5日 - 運行経路を道央自動車道経由（札幌南IC - 伊達IC）に戻し、地下鉄大谷地駅乗り入れを再開。
- 2001年
  - 6月30日 - 道央自動車道（虻田洞爺湖IC - 伊達IC）の復旧に伴い、平常運行に戻る。
  - 11月19日 - 国縫ICの供用開始に伴い、同IC経由に経路変更。
- 2002年（平成14年）12月1日 - 発車オ〜ライネットによるインターネット予約開始。
- 2003年（平成15年）4月21日 - 北都交通のオーロラ号と共同運行へ。

### 高速はこだて号
- 2003年（平成15年）
  - 4月21日 - オーロラ号とオーシャンドリームを統合。北海道中央バス、道南バス、北都交通による3社共同運行体制へ。昼行便5往復、夜行便1往復。中央バス札幌ターミナルと湯の川温泉（啄木亭前）発着に統一。大通バスセンターと北都交通函館支店を廃止。
  - 7月15日 - 八雲を新設。
  - 10月21日 - ダイヤ改正。昼行便1人乗務化により途中休憩地を追加。夜行折り返し便も含め所要時間25分延長。啄木亭前、平成館前、グランドホテル前を、湯の川温泉北、湯の川温泉、湯の川温泉東に改称。
- 2004年（平成16年）
  - 6月1日 - 函館駅前の新バスターミナル供用開始に伴い乗り入れ開始。
  - 12月25日 - 桔梗 - 函館駅前ターミナル間に昭和4丁目を新設。
- 2006年（平成18年）
  - 4月1日 - ローソンでの予約・乗車券発売開始。
  - 7月21日 - 札幌行に南郷18丁目駅降車場を新設。札幌ドーム行シャトルバスと連絡。
  - 12月1日 - 道央自動車道国縫IC - 八雲IC供用開始に伴う変更。昼行便に森町を新設。国縫IC経由により所要時間を10分短縮。
- 2008年（平成20年）
  - 7月26日 - 「ナッチャン札幌・青森きっぷ」と「ナッチャン札幌・盛岡きっぷ」を新設。高速艇ナッチャンReraを介し、あすなろ号（青森 - 盛岡線）との連絡運輸を開始。
  - 10月30日 - ナッチャンReraの運航終了に伴い、「ナッチャン札幌・盛岡きっぷ」の発売を中止。
- 2010年（平成22年）
  - 7月17日 - 昼行便に落部IC経由の直行便を1往復設定。計7往復となる。
  - 10月22日 - 昼行便に落部IC経由の直行便を1往復増回。計8往復となる[8]。
- 2011年（平成23年）5月27日 - 函館行で札幌駅前ターミナル（昼行便のみ）、札幌行で五稜郭駅前の乗車扱いを開始。また、昼行便は上下線とも札幌駅バスターミナル発着に変更され、同バスターミナルから乗車できるようになった。夜行便は引き続き北海道中央バス札幌ターミナル始発[9]。
- 2013年（平成25年）7月1日 - 夜行便が札幌駅前（さっぽろ東急百貨店南側2番のりば）始発に変更[10]。
- 2016年（平成28年）3月26日 - 同日開業の北海道新幹線・新函館北斗駅に全便が経由[11]。
- 2020年（令和2年）4月1日 - 同日のダイヤ改正より、函館バスが参入し4社の共同運行となる[12][13][14]。
- 2023年（令和5年）
  - 6月18日 - 八雲町の国道5号線を走行中の函館行き（北都交通担当便）がトラックと正面衝突し、バスの乗務員と乗客3名が死亡、乗客12名が怪我（八雲町都市間高速バス正面衝突事故も参照）[15]。
  - 10月1日 - ダイヤ改正[16]。
    - 1日4往復に減便（運休していた夜行便を廃止し、全便が八雲経由となる）。
    - 道南バスが撤退。
    - 札幌駅前ターミナル閉鎖に伴い、札幌駅の乗降停留所を変更。また函館市内の停留所を変更。
    - 変動制運賃を適用。

## 運行経路
- 札幌駅前・北海道中央バス札幌ターミナル・大谷地駅 - 八雲[17]・森町・新函館北斗駅・道の駅なないろ・ななえ・亀田支所前・五稜郭・函館駅前ターミナル・湯の川温泉

## 運行本数
- 2015年12月1日時点：8往復（昼行便5往復、直行便2往復、夜行便1往復）
- 2023年4月1日時点：7往復（昼行便3往復、直行便4往復）※昼行便1往復は隔日運行
- 2023年10月1日時点：4往復（昼行便のみ）

## 所要時間
- 札幌ターミナル - 湯の川温泉東間 約6時間5分

## 使用車両
- 28〜30人乗り 3列独立シート（一部車両、後部4列）
  - 定員や仕様が異なる場合がある。

## その他
- 予約制（全席指定）。バス会社窓口、発車オ〜ライネット、コンビニエンスストア（ローソンのLoppi・ファミリーマートのFamiポート）設置のマルチメディア端末、主な旅行会社で受け付ける。バス会社窓口、主な旅行会社で予約の場合は希望の座席を指定できる。
- SAPICA、ICAS nimocaをはじめとした各種交通系ICカードでの利用はできない。
- 夜行便は男性および男女グループが前方席に、女性が後方席に、男女比率によって異なるが概ね中央付近を境に分けられる。この場合も範囲内で希望の座席を指定できる。
- 過去に「オーロラ号」は軽食や飲み物サービス、「オーシャンドリーム」は休憩時に弁当の予約販売を実施していた。
- 湯の川温泉街とその周辺には、早朝から入湯できる温泉・銭湯施設がある。

## 注記
1. 1 2 3  鈴木文彦「高速バス大百科」p147
2. ↑  鈴木文彦「新版・高速バス大百科」p215
3. 1 2  鈴木文彦「高速バス大百科」p200
4. ↑  鈴木文彦「高速バス大百科」p202
5. ↑  鈴木文彦「新版・高速バス大百科」p184
6. 1 2  “オーシャンドリーム号が運行開始”. 交通新聞 (交通新聞社):  p. 1. (1993年5月6日)
7. 1 2 3 4  “札幌-函館間高速バス増便 きょう22日から 道央道延伸に伴い”. 交通新聞 (交通新聞社):  p. 1. (1997年10月22日)
8. ↑  道南バス. “札幌⇔函館間（高速はこだて号）H22.10.22ダイヤ改正について” (PDF). pp. 1. 2011年7月7日閲覧。
9. ↑  楽得バス13. “札幌 - 函館：高速はこだて号 ダイヤ改正 札幌駅前と五稜郭駅前から乗車できとっても便利に!” (PDF). pp. 1. 2016年4月25日時点のオリジナルよりアーカイブ。2011年7月7日閲覧。
10. ↑  “高速はこだて号 夜行便も札幌駅前から乗車できます!” (PDF).   北海道中央バス (2013年5月30日). 2013年6月13日時点のオリジナルよりアーカイブ。2023年12月16日閲覧。
11. ↑  札幌 - 函館間の高速バス、新函館北斗駅を経由 新幹線開業日から - どうしんウェブ/電子版（経済）、2015年12月29日
12. ↑  “都市間バス「高速はこだて号 函館～札幌間」を運行いたします”.  函館バス (2020年2月21日). 2020年3月4日時点のオリジナルよりアーカイブ。2020年3月4日閲覧。
13. ↑  “2020年4月1日改正 高速はこだて号 時刻表”.  北海道中央バス. 2020年3月4日時点のオリジナルよりアーカイブ。2020年3月4日閲覧。
14. ↑  “函館－札幌高速バス、函館バス含め4社運行に”.  日本経済新聞 (2020年2月21日). 2020年3月4日閲覧。
15. ↑  “北海道で高速バス事故5人死亡　トラックが衝突、はみ出しか”.   共同通信 (2023年6月19日). 2023年8月3日閲覧。
16. ↑  都市間高速バス「高速はこだて号」「ポテトライナー」事業計画変更について（北都交通）
17. ↑  ラルズマート八雲店前に設置。